# Gebauer (mitragliatrice)
Le mitragliatrici Gebauer o Gebauer Kényszermeghajtású Motorgéppuska (GKM) furono una serie di mitragliatrici veicolari ungheresi progettate da Ferenc Gebauer dal 1918 al 1940, la maggior parte delle quali prodotte dalla Danuvia Gépgyár. Queste armi, tra i primi esempi di mitragliatrice chain gun, molto più complesse delle coeve armi automatiche sottrazione di gas, erano estremamente complesse e trovarono il primo impiego su vari velivoli della prima guerra mondiale.

## Storia
Durante la prima guerra mondiale, l'armamento principale dei velivoli austro-ungarici era costituito da una coppia di mitragliatrici pesanti Schwarzlose, modificate per l'impiego aeronautico tramite aumento della cadenza di tiro e sistema di sincronizzazione. Tuttavia tali armi dimostrarono presto i loro limiti in questo ruolo e si rese necessario lo sviluppo di nuovi progetti.
Il progettista Ferenc Gebauer propose un'arma automatica azionata dal motore dell'aereo invece che sincronizzata con l'elica. Il primo progetto vide la luce nel 1918 e, dopo una vasta sperimentazione, venne presentato il primo modello adatto alla produzione di serie. Seguirono molte versioni, adottate su diversi velivoli, l'ultima risalente al 1940. Tuttavia ormai l'arma risultava sottopotenziata rispetto a quelle più moderne.

## Tecnica
Tutte le versioni delle armi Gebauer erano sincronizzate con il motore dell'aeroplano tramite un albero motore.  Il meccanismo della mitragliatrice funzionava prendendo energia dall'albero di trasmissione del motore dell'aereo.Questa configurazione consentiva però ratei di fuoco estremamente alti con ridotti pesi ma risultava estremamente complicata, sottraeva potenza trasmessa all'elica e al diminuire della velocità di rotazione del motore diminuiva la cadenza di tiro.

## Versioni

### 1918.M
Il primo modello 1918.M fu progettato da Gebauer a partire dal 1917. Vennero sviluppate tre varianti successive, l'ultima delle quali, testata su un Aviatik D.II, venne accettata e messa in produzione a ottobre 1918, per un totale di 100 armi realizzate prima dell'armistizio dell'11 novembre. La fine delle ostilità impedì di provarne l'efficacia in combattimento.

### 1926/31.M
Il secondo modello fu il 1926/31.M, sviluppato a partire dal 1922 da Gebauer mentre lavorava presso la Divisione Tecnica Sperimentale della Magyar Honvédség. Il primo prototipo di questa seconda arma, denominato 22.M, venne prodotto direttamente dalle officine dell'esercito utilizzando fondi militari.
A partire dal 1924 Gebauer fu assunto dalla Danuvia Ipari Es Kereskedelmi, continuando a perfezionare i suoi progetti con fondi aziendali. Nel 1926 venne presentata la nuova versione 1926/31.M, approvata subito dopo dall'esercito. La produzione inizio lo stesso anno e proseguì fino al 1934, per un totale di 243 armi, che furono montate sui caccia Fiat C.R.32, sui ricognitori IMAM Ro.37 e Heinkel He 46 e sui bombardiere leggero Weiss WM-21 Sólyom, in servizio dal 1926 e il 1942.

### 1934.M
Il terzo modello, denominato Gebauer 1934.M, sviluppato a partire dal 1934, diversamente dai precedenti era una mitragliatrice ad uso generale. Nella configurazione iniziale l'arma era pensata per l'utilizzo sulla postazione brandeggiabile dell'osservatore. Alimentata da un efficace caricatore a tamburo da 100 colpi, più semplice da operare e da mantenere rispetto alle contemporanee Schwarzlose, venne utilizzata su Weiss WM–16 Budapest e WM-21 Sólyom, oltre che su vari Heinkel e Junkers utilizzati dalla Luftwaffe.
La successiva variante 1934/37.M venne sviluppata nel 1937 per l'utilizzo sui carri armati. Venne installata sulle tankette L3/35, sulle autoblindo 39M Csaba e sui carri leggeri 38M Toldi e 42M Toldi II, su cannoniere fluviali e in impianti antiaerei. Il calibro dell'arma passò dal 7,92 × 57 mm Mauser al 8 × 56 mm R.
L'ultima versione 1934/40.M, progettata nel 1940, era identica alla precedente, eccetto che per l'alimentazione a nastro anziché a tamburo. A partire dallo stesso anno tuttavia, le armi Gebauer furono considerate sottopotenziate a causa dell'utilizzo di cartucce da fucile.

### 1939.M
Lo sviluppo del quarto modello, Gebauer 1939.M, iniziò nel 1934 come versione potenziata della 34.M. Diversamente dalle precedenti, questa arma era destinata all'installazione in ala. Il progetto fu perfezionato nel 1939 e sottoposto all'esercito, con un rateo di fuoco ridotto a 1.700-1.800 colpi al minuto.
Sebbene promettente, il modello non venne ulteriormente sviluppato in quanto era ormai chiaro che la munizione da 8 mm era troppo debole per danneggiare i moderni aerei e comunque era in corso lo sviluppo di un'arma in calibro maggiore. L'arma trovo un limitato impiego su tre Heinkel He 112B, forniti armati solo delle MG 17 ma privi dei Oerlikon FFs alari, che i tedeschi si erano rifiutati di fornire. Originariamente la Danuvia avrebbe voluto montare i propri 36.M sulle ali, ma lo sviluppo di questi autocannoni non era completo al momento dell'ingresso in servizio degli aerei.

### 1940.M
L'ultima evoluzione della famiglia fu il Gebauer 1940.M, progettato nel 1940 come versione potenziata dei progetti precedenti, camerata per il potente 12,7 × 81 mm SR, utilizzato dalla mitragliatrice pesante italiana Breda-SAFAT.
L'autocannone 40.M venne adottato dalla Regia Aeronautica italiana nel 1940 e utilizzato sui caccia Fiat C.R.42. Tuttavia la maggior parte delle armi prodotte venne montata sul caccia MÁVAG Héja II e utilizzata fino alla fine della guerra.
A partire dal 1943, l'Italia ottenne dalla Danuvia la licenza per la produzione del 40.M, tuttavia non è noto quante armi siano state realizzate.

### Modello inglese
Questa versione sperimentale, sviluppata nel 1933 da Gebauer e dal collega Pál Király, fu pensata per l'uso installazione alare o in caccia sincronizzata. L'arma venne provata nel 1934 dalla Royal Air Force, in cerca di un'arma per i propri caccia monoplani.
Camerata in .303 British, fu l'arma a canna singola con il maggior rateo di fuoco del tempo, raggiungendo 2.000 colpi al minuto. Benché ritenuta promettente, fu abbandonata in quanto troppo complessa e inaffidabile. Lo sviluppo fu interrotto nel 1937. Il prototipo è esposto presso le Royal Armouries.